# Fusió d'identitat
La fusió d'identitat és el procés que experimenta un individu que perd els seus trets distintius quan iguala totalment la seva identitat amb la del grup de pertinença. És el grau extrem d'identitat col·lectiva i sovint porta a conductes radicalitzades. Pot referir-se a la fusió amb els ideals o trets d'un grup o col·lectiu o fins i tot d'una opció política (com el concepte de megaidentitat encunyat per definir la polarització social estatunidenca).
Quan aquesta fusió es produeix per maniobres deliberades des de l'exterior per part d'altres membres del grup, forma part del comportament d'una secta. Usualment, però, al·ludeix a la identificació voluntària i sovint explícita del subjecte amb el grup, reforçada per viure experiències comunes.